# Amtsgericht Lübz
Das Amtsgericht Lübz war ein Gericht der ordentlichen Gerichtsbarkeit in Mecklenburg-Schwerin mit Sitz in Lübz.

## Geschichte

### Mecklenburg-Schwerin
In Lübz befanden sich bis 1879 folgende Eingangsgerichte: das großherzogliche Amtsgericht Lübz, das großherzogliche Stadtgericht Lübz, der Stadtrat von Lübz (Vorderstadt) als Magistratsgericht (mit Ludwig Simonis als Stadt- und Polizeirichter) und Patrimonialgerichte. Im Rahmen der Reichsjustizgesetze wurde diese und die anderen bestehenden Gerichte  Großherzogtums Mecklenburg-Schwerin aufgelöst und Amts-, Landes- und Oberlandesgerichte gebildet. Das Amtsgericht Lübz war dem Landgericht Güstrow und dem Oberlandesgericht Rostock nachgeordnet. Am Gericht bestand 1880 eine Richterstelle. Das Amtsgericht war damit ein kleines Amtsgericht im Landgerichtsbezirk.
Sein Gerichtsbezirk umfasste folgende Teile des Domanialamtes Lübz: Bauhof mit Riederfelde, Benzin, Bobzin, Broock, Burow, Klein Dammerow, Granzin mit Bahlenrade, Hof Karbow, Dorf Karbow und Sandkrug, Hof Kreien, Dorf Kreien, Kritzow, Lutheran, Groß Pankow und Klein Pankower Mühle, Quasslin, Ruthen, Schlemmin, Vietlübbe, Wahlstorf und Darss. Hinzu kamen aus dem ritterschaftlichen Amt Crivitz der Ort Klein Niendorf und aus dem ritterschaftlichen Amt Lübz: Beckendorf, Benthen, Greven, Lancken, Lindenbeck, Passow mit Charlottenhof, Tannenhof, Weisin und Welzin.

### Nach dem Zweiten Weltkrieg
Nach dem Zweiten Weltkrieg wurden die Amtsgerichte im Land Mecklenburg neu geordnet und das Amtsgericht Lübz kam zum Landgericht Schwerin.
In der DDR wurden die Amtsgerichte 1952 aufgelöst und einheitlich Kreisgerichte gebildet. Lübz gehörte zum Kreis Lübz , dort entstand so das Kreisgericht Lübz, welches dem Bezirksgericht Schwerin nachgeordnet war. Nach dem Zusammenbruch der DDR wurden die Amtsgerichte mit dem Gerichtsstrukturgesetz neu gebildet, Lübz war dann aber kein Amtsgerichtstandort mehr. Stattdessen wurde ein Amtsgericht Plau am See eingerichtet.